# Bolivien-Zwergbeutelratte
Die Bolivien-Zwergbeutelratte (Marmosa rapposa) ist eine Beuteltierart aus der Gattung der Zwergbeutelratten, die in Höhen von 1000 bis 2500 Metern in den Nebelwäldern des östlichen Andenabhangs von der peruanischen Region Junín im Norden über die bolivianischen Yungas bis ins nordöstliche Argentinien, sowie in der östlich angrenzenden Cerradoregion, im Zentrum Brasiliens, im östlichen Bolivien und im Osten Paraguays vorkommt.

## Merkmale
Die Tiere ähneln der Weißbäuchigen Wolligen Zwergbeutelratte (Marmosa constantiae), haben im Unterschied zu dieser Art aber eine gelbe, senffarbene oder ockerfarbene Bauchseite und eine weiße Schwanzspitze (dunkel bei M. constantiae). Die Haare an der Schwanzbasis sind kurz (lang bei M. constantiae). Das Fell der Bolivien-Zwergbeutelratte ist lang und kraus mit eher aufrecht stehenden Haaren. Der Rücken ist graubraun gefärbt. Der Schädel ist relativ groß und stabil. Im Unterschied zum Schädel der Weißbäuchigen Wolligen Zwergbeutelratte ist das Gaumenbein der Bolivien-Zwergbeutelratte mit kleinen Öffnungen versehen.

## Systematik
Die Bolivien-Zwergbeutelratte wurde im Jahr 1899 durch den britischen Zoologen Oldfield Thomas erstmals wissenschaftlich beschrieben, später aber mit Alstons Wolliger Zwergbeutelratte (Marmosa alstoni) synonymisiert. In einer Mitte 2019 veröffentlichten Bestandsaufnahme der Beutelrattenfauna im Gebiet von Rio Javari und Río Ucayali im östlichen Peru durch den Beutelrattenexperten Robert Voss und Kollegen wird die Art wieder revalidiert.